# Paco Loco
Francisco Martínez Pérez (México, c. 1963), más conocido como Paco Loco, es un músico y productor musical español de origen mexicano, considerado uno de los productores referentes en la música indie española y uno de los impulsores del Xixón Sound en la década de los 90 del siglo XX.

## Trayectoria
Nació en México y es conocido profesionalmente como Paco Loco. Formó parte de grupos como Los Sangrientos y Australian Blonde, que se encuadran en lo que se denominó Xixón Sound. También formó parte del grupo Los Locos, del que tomó el apellido por el que es conocido, y The Brahmas.
En 2014 publicó el disco The summer of our lives con el grupo The Ships. En 2015 tocó con Mikel Erentxun en la gira Corazones del disco con el mismo nombre.
Paco Loco tuvo una gran importancia como productor. Comenzó con el estudio de grabación Odds en Asturias grabando a la mayoría de los grupos del Xixón Sound. En 1996 trasladó sus estudios al Puerto de Santa María.
Como productor trabajó entre otros con Sexy Sadie, Nacho Vegas, Hinds, Enrique Bunbury, Edwin Moses, Vigil, Maga, Smailin, Clyde, La Costa Brava, Closer, Golden Smog, Bombones, La Banda Municipal del Polu Norte, Australian Blonde, The Bright, Mikel Erentxun, Kactus Jack, Shar Peis y La Iaia. A lo largo de su trayectoria ha producido alrededor de 800 discos, siendo el más exitoso El tiempo de las cerezas de Nacho Vegas y Bunbury.
En 2019 publicó su primer libro "Loco: Cómo no llevar un estudio de grabación" (editorial Hurtado & Ortega), un manual técnico y artístico en el que describe sus experiencias como productor. En 2020 publicó el libro "Loco 2: Cómo llevar un estudio de grabación y no morir en el intento" en la misma editorial.

## Reconocimientos
En 2009, Paco Loco fue el ganador del Premio Ufi de la música independiente al mejor productor. En 2015, fue nominado a los Premios Grammy Latinos 2015 por el disco Corazones de Mikel Erentxun, y dos años después fue nominado en la categoría de los Grammy Latinos 2017 al mejor álbum pop/rock por el disco El hombre sin sombra, también de Erentxun.
En 2021 se estrenó el rockumental Paco Loco: Viva el Noise que hace un recorrido por la trayectoria e influencia de Paco Loco en la industria de la música indie en España. El filme estaba dirigido por Daniel Cervantes y fue proyectado en el Festival de Cine Europeo de Sevilla y el Festival Internacional de Cine de Gijón, además de en plataformas.

## Obra
- Martínez Pérez, Francisco (2019), Loco. Cómo no llevar un estudio de grabación, Hurtado & Ortega Editores, ISBN  9788494591600
- Martínez Pérez, Francisco (2020), Loco 2. Cómo llevar un estudio de grabación y no morir en el intento, Hurtado & Ortega Editores, ISBN  9788412283204